# Osterøy
Osterøy este o comună din provincia Hordaland, Norvegia.